# Parc des Sciences (Grenade)
 (novembre 2019).
Le Parc des Sciences situé dans un quartier central de Grenade est le premier musée scientifique interactif d'Andalousie (Espagne). Il a été inauguré en mai 1995 et occupe actuellement 70 000 m2, depuis son ouverture il est dirigé par Ernesto Páramo Sureda (es), auteur du projet de musée en 1990 et de ses extensions successives. Il est devenu l'une des principales attractions touristiques de la ville. Le musée propose des expositions permanentes et temporaires, un planétarium, des installations éducatives et une galerie culturelle comprenant plusieurs espaces polyvalents et flexibles d'une capacité allant de 50 à 550 personnes, un café et un restaurant, une librairie, une bibliothèque, des cinémas, etc.
Le Parc des Sciences compte parmi ses membres du conseil l'Université de Grenade, le Conseil national de la recherche espagnol (CSIC), les gouvernements locaux, provinciaux et régionaux et la Fondation CajaGranada. Le musée abrite également "Windows to Science" et "Live Science" qui, à travers des espaces délimités, offrent aux visiteurs un aperçu de la science comme cela se fait réellement dans les laboratoires. Ce dernier, membre du réseau européen des centres scientifiques et des musées ECSITE propose également un laboratoire de plastination, des ateliers de restauration et de production.

## Contenus

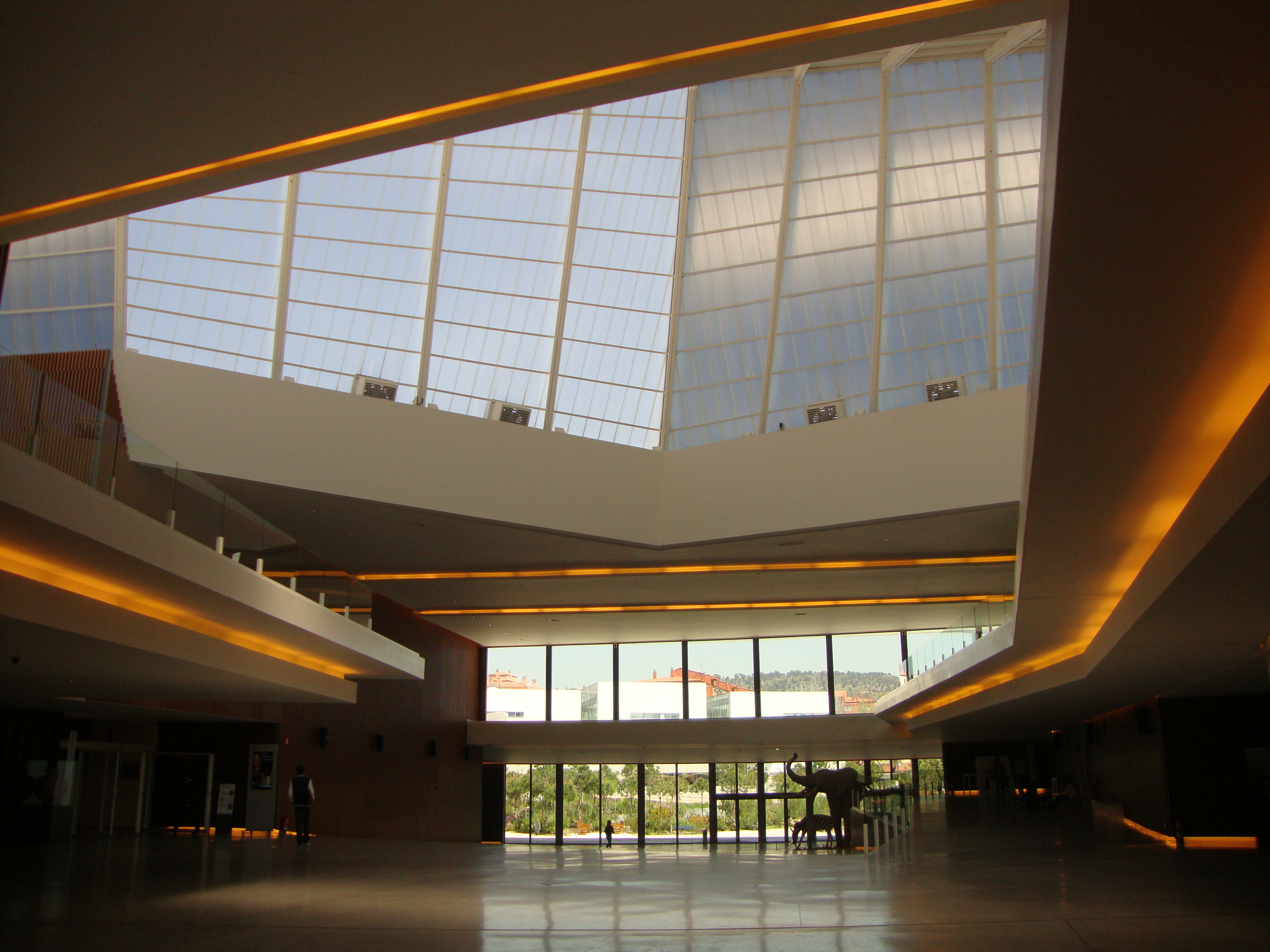
Hall d'entrée du bâtiment Macroscopio

### Bâtiment Macroscopio
Il s’agit du bâtiment principal et de la quatrième phase d’agrandissement du parc, sa construction, dirigée par l’architecte Carlos Ferrater en collaboration avec Eduardo Jiménez Artacho, reçoit le prix national d’architecture en 2009. Il consiste en un grand puits de lumière imitant l’orographie de la Sierra Nevada. Depuis le hall d'entrée, les espaces d'exposition suivants sont :

#### Pavillon Voyage dans le corps humain
Ce pavillon se centre sur l’un des sujets qui suscitent le plus d’intérêt et de préoccupation chez l’être humain : la santé et tout ce qui touche à la vie, avec sa propre vie. Dans une société plus formée, plus durable et qui consacre plus de temps pour les loisirs, la santé, les sciences médicales et les nouvelles technologies bio-sanitaires, ces domaines constituent donc un axe d’intérêt incontestable. Le pavillon est destiné à la diffusion des connaissances actuelles en matière de santé et de sciences de la vie, reliant les différentes sciences et techniques impliquées dans son étude : le corps humain, les sciences anatomiques, l’étude des sens, la biomédecine, les greffes, les nouveaux médicaments, la révolution de la génétique et du génie génétique, l'alimentation, la compréhension des relations entre les êtres vivants et leur environnement, etc.
La salle comprend également des expositions sur le développement des techniques utilisées dans les sciences liées à la santé, la vie et l'étude de l'être humain : instruments et méthodes exploités pour représenter le corps à l'aide de modèles, d'enregistrements ou de photographies, d'examens parmi les plus modernes, d'affichages microscopiques, de simulation numérique, etc. La salle constitue un équilibre entre objets historiques de grande valeur et objets réels, expériences interactives, réalité virtuelle, modèles informatiques, maquettes, expositions scénographiques, reproductions, vidéos, ateliers, etc.

#### Pavillon Culture de la Prévention
Cette salle est un espace pédagogique amusant et interactif, regorgeant d’expositions qui aident les visiteurs à comprendre le large éventail de risques et de dangers auxquels nous sommes exposés. Les objets exposés utilisent des éléments et du matériel faciles à comprendre pour les visiteurs, tels que des simulateurs, des symboles, des expositions, des audiovisuelles, etc. Les visiteurs arpentent des itinéraires définissant des situations où des agents de risque sont présents, ces derniers sont regroupés par secteur de production et par secteur social et peuvent nuire au corps humain s’ils entrent en contact avec lui. Chaque itinéraire montre à quel point notre corps est vulnérable autant sur les plans physiques que psychologiques.

#### Pavillon Al-Andalus et Science
Ce pavillon présente une vision de l'héritage scientifique arabe et des différentes contributions de la civilisation andalouse. Son contenu offre une approche de la période d'al-Andalus, de l'héritage scientifique arabo-musulman, de ses contributions au monde de la science, ainsi que de son évolution ultérieure. Les ressources du musée et les expositions permanentes et temporaires sont réparties sur ses deux étages qui abritent également différentes zones thématiques telles que les salles de formation, la bibliothèque ou la salle polyvalente. Il compte environ 4 500 m2 consacrés aux échanges culturels et à la communication entre l’Espagne et le monde arabe, au travers de nouvelles tendances en matière de musées et d’une méthodologie actuelle et diversifiée.

#### Pavillon Techno-Forum
C'est un espace consacré aux nouvelles technologies, à l'innovation et à l'art. Les dernières expositions qu’il a organisées sont Imagine Education. 50 ans avec Frato, Momies. Témoins du passé et Marionnettes. 30 ans d’Etetera.

#### Pavillon de l'exposition temporaire
Ce pavillon est consacré aux grandes productions d’exposition telles que SOS. La science de la prévention, Antarctique ou Dinosaures.

#### Salle d'Exploration des Trésors du musée
C’est un espace destiné aux plus petits, avec l’idée de faire face à l’exploration d’objets intéressants et insolites qui invitent à formuler des hypothèses sur leur nature, leur fonction, leur histoire, leur fonctionnement, etc.

### Bâtiment du pendule Foucault

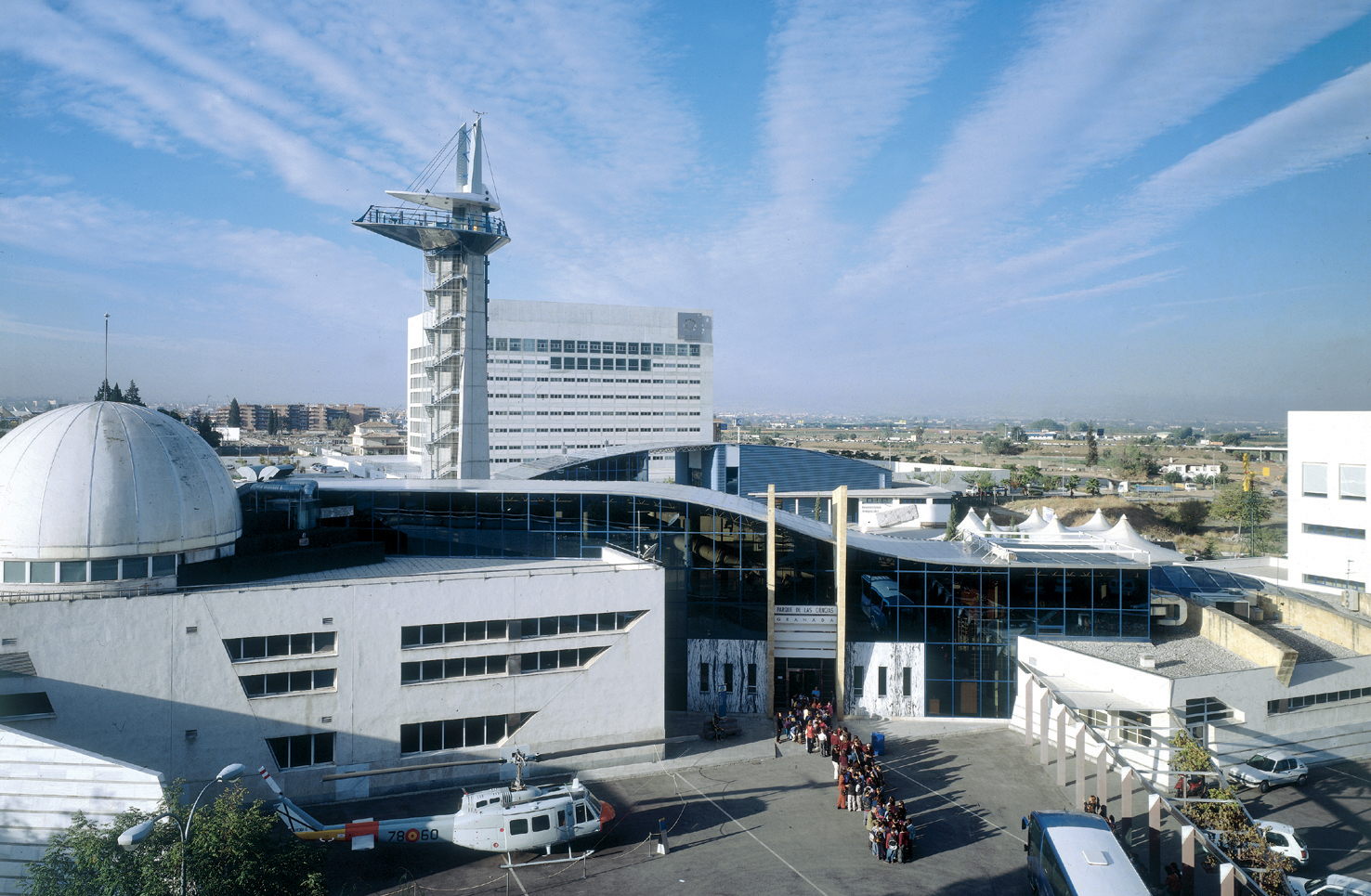
Bâtiment du pendule Foucault

Conçu par les architectes Francisco Pastor et Francisco Maeso, c'est l'un des bâtiments les plus emblématiques du complexe le Parc des Sciences et la première partie du musée qui a été inauguré en mai 1995. Il comprend l'ensemble du contenu du musée dans ses quatre salles d’exposition permanentes : les salles Biosphere, Eureka, Perception et Explora. Le planétarium est également situé dans ce bâtiment.

#### Salle Biosphère
Elle est structurée sur la base d'un fil conducteur : la vie sur Terre. La biosphère est considérée comme un vaste écosystème regorgeant de petits systèmes interdépendants. La Terre actuelle est le résultat d'une longue évolution dynamique et en constante évolution où tout y interagit par le biais de relations très subtiles. Dans cette salle, il y a des expériences pour observer comment les continents se sont formés, comment est l'intérieur d'un volcan, comment une tornade prend naissance, etc.

#### Salle Perception
La salle est directement liée au monde des sens, elle montre des phénomènes tels que la nature de la lumière, la réflexion et la réfraction, ou comment nous percevons les couleurs, les formes ou les mouvements. Les visiteurs peuvent jouer avec les lentilles et les miroirs, voir les fibres optiques ou expérimenter différentes illusions d'optique.

#### Explora
Espace conçu pour les 3 à 7 ans qui propose des expériences, des sensations et des jeux qui stimulent la curiosité des plus petits et les aident à mieux se connaître et à mieux connaître le monde qui les entoure. Il permet également d'examiner, d'observer et d'explorer pour eux-mêmes les propriétés des objets, les possibilités de leur corps et les qualités des matériaux qui sont quelques-unes des actions leur permettent d'entrer dans le monde des sciences et des technologies.

#### Salle Eureka
Cette salle est spécialement consacrée à la physique et à la mécanique, on peut y expérimenter des phénomènes physiques et résoudre des problèmes de manière interactive. Le gyroscope, le levier, les pendules, l’effet Venturi ou les engrenages sont quelques-unes des expériences permettant de réfléchir à des concepts tels que force, travail, énergie, accélération, inertie, etc. L'électricité et le magnétisme, la chaleur et la température sont d'autres aspects qui sont expliqués par l'expérimentation et l'interactivité.

#### Planétarium Digital
Avec une capacité de 80 personnes, cette installation dispose d'un dôme de 10 m et de 120 projecteurs, qui permettent de recréer un ciel nocturne avec plus de 7 000 étoiles.

### En plein air
Le Parc des Sciences propose également des expositions en plein air sur 27 000 m2 de jardins. C’est l’une des choses qui le distingue des autres musées, car il profite du beau temps andalou pour amener ses expositions à l’extérieur.

#### Atelier les Rapaces en vol
Activité quotidienne dans le musée, où l'on peut observer le vol d'un aigle, voir comment chasse un faucon, comment se nourrit un vautour ou comment se déroule le vol d'un hibou. Il est structuré en deux parties : une exposition dans laquelle on peut voir les oiseaux et en connaître les caractéristiques biologiques et écologiques ; et une autre destinée à l'atelier de vol dans lequel on observe en direct comment ces oiseaux planifient, chassent ou se nourrissent. L'atelier a également souligné l'importance des rapaces dans l'équilibre écologique des écosystèmes et la nécessité de leur conservation.

#### Jardin des Papillons Tropicaux Tropical
Cette installation reproduit les conditions climatiques et végétales des tropique et permet de visualiser le cycle de vie complet des papillons de cette zone de la planète. Il abrite plus de vingt espèces de papillons de ces régions, avec environ 300 spécimens, et plus de 70 espèces de plantes d’origine tropicale et subtropicale, dans des conditions d’humidité de 70% et une température comprise entre 21 et 24º.

#### Tour d'Observation

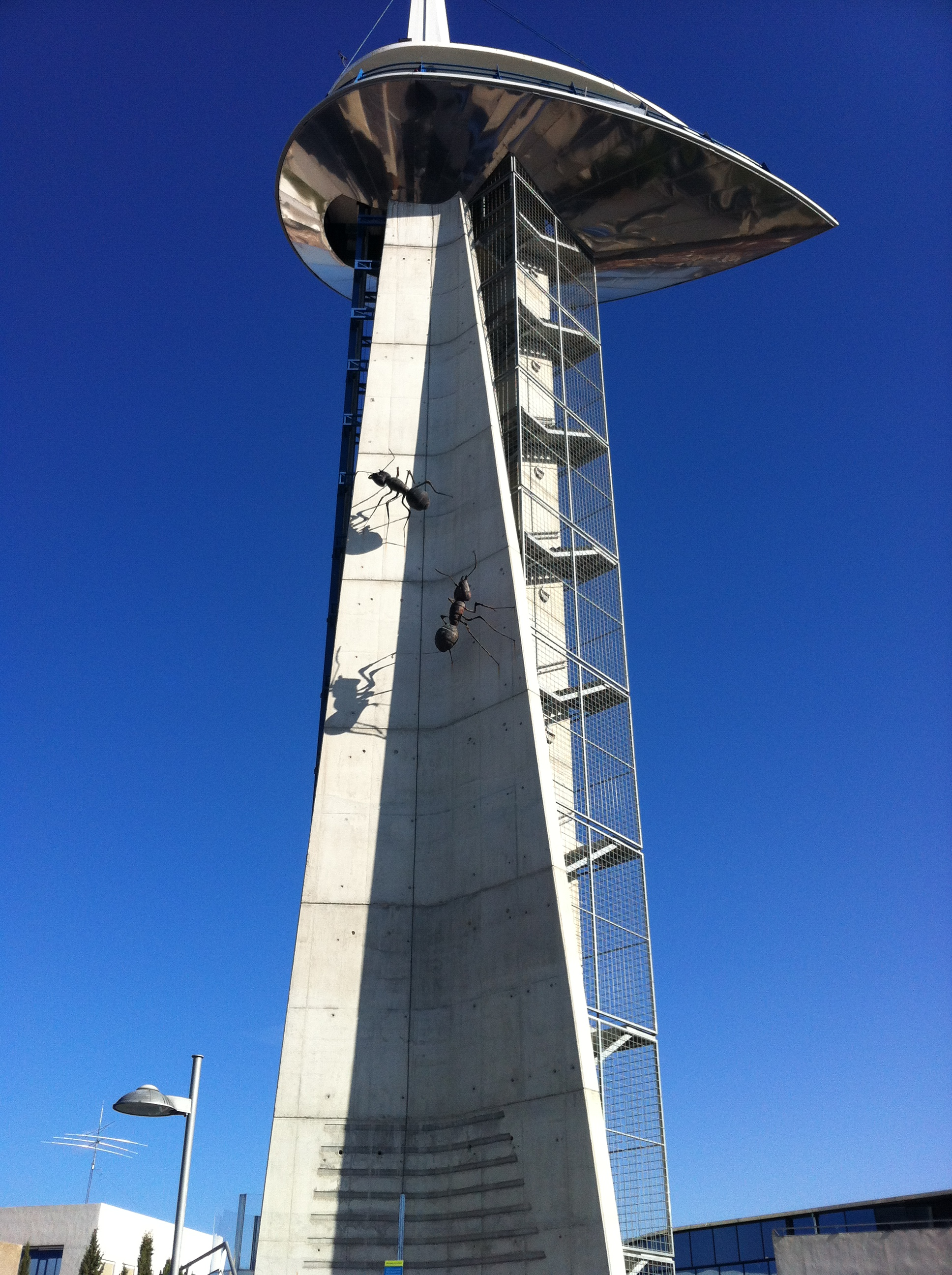
Tour d'Observation

C'est l'un des emblèmes architecturaux du parc scientifique, avec une hauteur de 50 mètres, sa terrasse d'observation faisant face au Mulhacén, c'est une enclave imbattable pour contempler Grenade et diverses expériences liées à la sismographie.

#### Observatoire Astronomique
Dans cet espace, le visiteur a accès à un télescope professionnel Stevenson, fourni par l'Institut d'astrophysique d'Andalousie. Ici, des activités telles que le programme "Astronomy Nights" sont réalisées, où une observation du ciel et des étoiles est effectuée en direct.

#### Jardin d'Astronomie
Ce jardin contient une collection d'instruments d'observation utilisés au cours de l'histoire, ainsi que des modèles conçus pour suivre les mouvements relatifs du Soleil, de la Terre, de la Lune et des étoiles. Parmi les instruments figurent, un gnomon, un méridien, des cadrans solaires, une sphère céleste, des trajectoires du soleil, des ombres et des lumières sur la terre, des modèles d'observatoires astronomiques, un modèle d'éclipse, un cadran solaire interactif.

#### Salle d'espaces naturels
Une exposition permanente créée par le ministère de l’Environnement du Gouvernement autonome d’Andalousie sur les espaces naturels protégés d’Andalousie, les écosystèmes caractéristiques, la flore, la faune, la géologie et les paysages.

#### Balades Botaniques
Ici il y a quatre espaces qui montrent différents aspects de la biologie, de la typologie et de la diversité des plantes méditerranéennes et de leurs relations, du monde animal et du paysage. Les visiteurs peuvent voir plus de 300 espèces de plantes différentes au fur et à mesure qu'elles suivent les allées.

#### Jeux d'Eau
Les mécanismes inventés depuis l'Antiquité pour transporter et élever l'eau ont également leur place dans le Parc des Sciences.